# Гуњаци (Милићи)
Гуњаци су насељено мјесто у општини Милићи, Република Српска, БиХ. Према попису становништва из 1991. у насељу је живјело 1 становника.

## Становништво
Према попису становништва из 1991. године, мјесто је имало 1 становника.
| Демографија | Демографија | Демографија |
| Година      | Становника  | Становника  |
| ----------- | ----------- | ----------- |
| 1961.       | 121         |             |
| 1971.       | 106         |             |
| 1981.       | 21          |             |
| 1991.       | 1           |             |